# Lago Chilko
O Lago Chilko é um lago localizado no centro-oeste da Colúmbia Britânica, Canadá.

## Descrição
Este lago tem 180 km² de área e encontra-se geograficamente localizado ao norte do Rio Chilko no Planalto Chilcotin. O lago tem cerca de 65 km de comprimento por 10 km de largura, sendo a sua parte sudoeste composta por um longo braço. A cota de altitude do lago está nos 1285 metros acima do nível do mar.
Em termos de volume de águas, é um dos maiores lagos da província, porque tem uma grande profundidade, que em alguns locais chega aos 1000 metros. Este lago e o Lago Harrison, são os maiores lagos do sul das Montanhas Costeiras do Canadá que constituem a parte mais ocidental da Cordilheira do Pacífico.
O lago fica em um vale estreito cercado por montanhas do Sudeste da parte da Faixa Costeira. Alguns dos picos mais altos da Columbia Britânica estão localizados perto do lago. O ponto mais próximo do lago, a Montanha Hood Hop com 3240 metros de altitude situa-se perto da ponta sudoeste do lago, a Montanha Queen Bess com 3289 metros, encontra-se a oeste do lago, a Montanha Monmouth com 3194 metros, localiza-se a sudeste. Todas estas três montanhas estão aproximadamente orientadas na mesma linha.